# Beverly Hills (Teksas)
Beverly Hills je grad u američkoj saveznoj državi Teksas. Prema popisu stanovništva iz 2010. u njemu je živjelo 1.995 stanovnika.